# 革命廣場站 (莫斯科地鐵)
革命廣場站（羅馬化：Ploshchad Revolyutsii）是莫斯科地鐵的一個車站，位於莫斯科市中心。車站名稱來自於革命廣場，是阿爾巴特－波克羅夫卡線的車站，車站開通於1938年。

## 车站結構
革命廣場站开通于1938年3月13日，为门廊式三拱深埋暗挖车站，埋深34米。革命廣場站地處紅場以北，站内设有精美的人物雕塑。
本站设有前往莫斯科河畔线剧院站的换乘通道，也可经由剧院站前往猎人商行站，换乘索科利尼基线。
| 北↑ |      |                                                           |  |
| 1道 | 1    | 阿尔巴特-波克罗夫卡线 $$皮亚尼察公路$$・$$阿尔巴特3$$方向 |  |
|     | 岛式 |                                                           |  |
| 2道 | 2    | 阿尔巴特-波克罗夫卡线 $$库尔斯克3$$・$$晓尔科沃$$方向     |  |
| 南↓ |      |                                                           |  |

- 站台层的门廊两侧各有一座塑像
- 革命广场站至剧院站的换乘通道

## 外部連結
- （俄文）—metro.ru: odfficial Ploshchad Revolyutsii website （页面存档备份，存于）
- mymetro.ru
- KartaMetro.info （页面存档备份，存于） — Station location and exits on map of Moscow] — （英文） （俄文）

| 上一站                 | 莫斯科地铁 | 莫斯科地铁            | 莫斯科地铁 | 下一站             |
| ---------------------- | ---------- | --------------------- | ---------- | ------------------ |
| 阿尔巴特往皮亚尼察公路 |            | 阿尔巴特-波克罗夫卡线 |            | 库尔斯克往晓尔科沃 |